# Abu Dhabi National Oil Company
Die Abu Dhabi National Oil Company (arabisch شركة بترول أبو ظبي الوطنية, DMG Šarikat Bitrūl Abū Ẓaby al-Waṭaniyya; kurz ADNOC, arabisch أدنوك / Adnūk) ist ein Unternehmen aus den Vereinigten Arabischen Emiraten (VAE) mit Sitz in Abu Dhabi. ADNOC ist ein staatseigener Ölkonzern mit über 90 Prozent Anteil an den landesweiten Erdöl- und Erdgasreserven und dabei der weltweit zwölftgrößte Erdölproduzent.
Anfang Januar 2023 wurde mitgeteilt, dass der Chief Executive Officer (CEO) der ADNOC Sultan Ahmed Al Jaber den Vorsitz der 28. UN-Klimakonferenz (COP 28) übernehmen solle. Sie fand vom 30. November bis 13. Dezember 2023 in Dubai statt, der Hauptstadt des Emirats Dubai.

## Geschichte

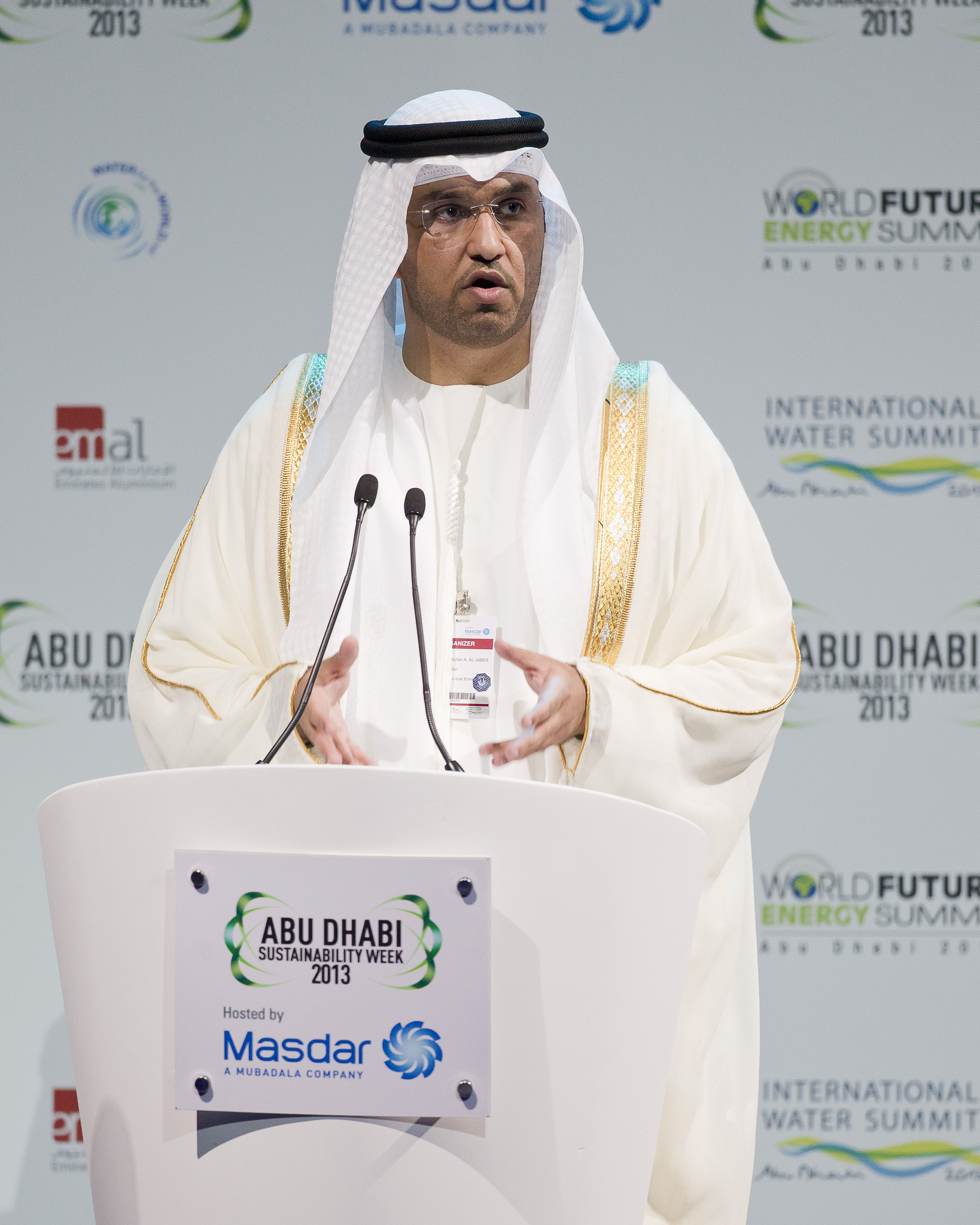
Sultan Ahmed Al Jaber, Generaldirektor und CEO der ADNOC-Gruppe

Das Unternehmen wurde 1971 von Sheikh Khalifa bin Zayed Al Nahyan gegründet und 1988 restrukturiert; seit 2016 wird es von Sultan Ahmed Al Jaber geleitet.
Der Hauptsitz des Unternehmens ist der 2015 fertiggestellte 335 Meter hohe Wolkenkratzer ADNOC Headquarters in Abu Dhabi.

## Betrieb
Stand November 2019 verfügen die VAE über die sechstgrößten nachgewiesenen Ölreserven der Welt mit 105 Milliarden Barrel. Der Großteil dieser Reserven befindet sich in Abu Dhabi.
ADNOC ist eines der weltweit größten Energieunternehmen, gemessen an Reserven und Produktion. ADNOC hat 16 Tochtergesellschaften in den Bereichen Upstream, Midstream und Downstream der Produktion. ADNOC entwickelt sowohl Onshore- als auch Offshore-Gasfelder. Das Unternehmen betreibt zwei Ölraffinerien, die Ruwais-Raffinerie und Umm Al Nar. ADNOC exportiert Erdgas in Form von verflüssigtem Erdgas (LNG) und liefert außerdem Energie- und Wasserversorgungseinrichtungen vor Ort sowie an andere inländische Industrien, einschließlich Petrochemieanlagen, und zur Wiederinjektion in Lagerstätten.

### Direktinvestitionen aus dem Ausland
Im Jahr 2019 wurden bedeutende Investitionen von den US-amerikanischen Vermögensverwaltern BlackRock und KKR sowie der italienischen Investmentfirma Eni in ADNOC getätigt. Die US-Unternehmen erwarben etwa 40 % der Pipeline-Assets von ADNOC für etwa 4 Milliarden US-Dollar, während Eni SpA einen 20%-Anteil an der Abu Dhabi Oil Refining Company für über 3 Milliarden US-Dollar erwarb. Österreichs OMV investierte ebenfalls rund 2,8 Milliarden US-Dollar, etwa 15 % des Raffineriegeschäfts von ADNOC in Partnerschaft mit Eni.
Singapurs staatlicher Investmentfonds GIC erwarb im Mai 2019 für 600 Millionen US-Dollar einen 6%-Anteil an der Pipeline-Infrastruktur von ADNOC.

### Hauptsitz
Der Hauptsitz von ADNOC ist ein Wolkenkratzerkomplex in Abu Dhabi. Das Gebäude umfasst energieeffiziente und nachhaltige Technologien wie eine Doppelfassade, photovoltaisches Glas und LED-Außenbeleuchtung. Entworfen von Hellmuth, Obata + Kassabaum, wurde der gesamte Gebäudekomplex, bestehend aus über 65 Stockwerken mit einem Büroturm, einem Corniche-Club, einem Krisenmanagementzentrum, einem Firmenmuseum und anderen unterstützenden Einrichtungen, im Jahr 2001 eröffnet.

## Supreme Petroleum Council
Als staatseigenes Unternehmen wird das Unternehmen vom Supreme Petroleum Council, das 1988 gegründet wurde, kontrolliert. Mitglieder dieses Kontrollorgans sind:
1. Sheikh Khalifa bin Zayed Al Nahyan, Vorsitzender
2. Sheikh Sultan bin Zayed Al Nahyan, Mitglied
3. Sheikh Mohammed bin Zayed Al Nahyan, Mitglied
4. Sheikh Mansour bin Zayed Al Nahyan, Mitglied
5. Sheikh Hamed bin Zayed Al Nahyan, Mitglied
6. Yousef Omair Bin Yousef, Mitglied und Generalsekretär
7. Khalifa Mohammed Khalifa Al Kindi, Mitglied
8. Abdullah Nasser Al Suweidi, Mitglied

## Unternehmensbeteiligungen
ADNOC hat verschiedene Tochterunternehmen:
- Abu Dhabi Gas (ADGAS)
- Abu Dhabi Company for Onshore Oil Exploration (ADCO) – Erdöl, Exploration, Produktion und Export von onshore Erdölfeldern
- Abu Dhabi Marine Operating Company (ADMA-OPCO) – offshore Erdöl- und Erdgasproduktion
- Zakum Development Company (ZADCO) – Erdölproduktion vom Erdölfeld Zakum
- National Drilling Company (NDC) – offshore und onshore Förderung
- National Petroleum Construction Company (NPCC) – Bau von Erdölwerken
- Abu Dhabi Gas Limited (GASCO) – Produktion von Erdgas.
- ESNAAD
- Abu Dhabi Oil Refining Company (TAKREER) – Raffinerie von Rohöl, Chlor und verwandter chemischer Produktion
- Abu Dhabi Petroleum Ports Operating Company (IRSHAD) – Betrieb von Erdölhäfen wie Ruwais und Jebel Dhanna
- Ruwais Fertilizer Industry (FERTIL) – Produktion und Marketing von Harnstoff und Ammoniak im Ruwais-Werk
- ADNOC distribution -
- Abu Dhabi National Tanker Company (ADNATCO) – Transport von Rohöl und raffinerierten Produkten
- Abu Dhabi Polymers Company Ltd (Borouge) – Produktion von Polyolefinen
- National Gas Shipping Company (NGSCO) – Transport von Erdgasprodukten